# Supercopa de Francia 2016
La Supercopa de Francia 2016 fue la 21ª edición de la Supercopa de Francia. El partido se jugó en Austria el 6 de agosto de 2016 en el Wörthersee Stadion de la ciudad de Klagenfurt. Además es la octava edición consecutiva disputada fuera de Francia. Como el París Saint-Germain ganó la Ligue 1 2015-16 y la Copa de Francia 2015-16, debió jugar contra el Olympique de Lyon, subcampeón de la Ligue 1.

## Equipos participantes
| París Saint-Germain |  | Bandera de Francia |  | Campeón de la Ligue 1 2015-16    |
| Olympique de Lyon   |  | Bandera de Francia |  | Subcampeón de la Ligue 1 2015-16 |

### Ficha del partido
| 1          | POR        | Kevin Trapp        |  |
| 3          | DEF        | Presnel Kimpembe   |  |
| 19         | DEF        | Serge Aurier       |  |
| 20         | DEF        | Layvin Kurzawa     |  |
| 32         | DEF        | David Luiz         |  |
| 4          | MED        | Benjamin Stambouli |  |
| 7          | MED        | Lucas Moura        |  |
| 8          | MED        | Thiago Motta       |  |
| 10         | DEL        | Javier Pastore     |  |
| 11         | DEL        | Ángel Di María     |  |
| 21         | DEL        | Hatem Ben Arfa     |  |
| Entrenador | Entrenador | Unai Emery         |  |

| 1          | POR        | Anthony Lopes       |  |
| 2          | DEF        | Mapou Yanga-Mbiwa   |  |
| 3          | DEF        | Nicolas N'Koulou    |  |
| 15         | DEF        | Jérémy Morel        |  |
| 20         | DEF        | Rafael da Silva     |  |
| 8          | MED        | Corentin Tolisso    |  |
| 14         | MED        | Sergi Darder        |  |
| 21         | MED        | Maxime Gonalons     |  |
| 10         | DEL        | Alexandre Lacazette |  |
| 18         | DEL        | Nabil Fekir         |  |
| 27         | DEL        | Maxwel Cornet       |  |
| Entrenador | Entrenador | Bruno Génésio       |  |

| 6  | MED | Marco Verratti | 66' |
| 12 | DEF | Thomas Meunier | 76' |
| 17 | DEF | Maxwell        | 76' |

| 28 | DEF | Mathieu Valbuena  | 46' |
| 13 | DEF | Christophe Jallet | 65' |
| 12 | DEL | Jordan Ferri      | 77' |

| Anotado | 9'  | Javier Pastore | 1–0 |
| Anotado | 19' | Lucas Moura    | 2–0 |
| Anotado | 34' | Hatem Ben Arfa | 3–0 |
| Anotado | 54' | Kevin Kurzawa  | 4–0 |

| Anotado | 87' | Corentin Tolisso | 4–1 |

| Amonestado | 30' | Mapou Yanga-Mbiwa   |  |
| Amonestado | 36' | Alexandre Lacazette |  |

| Árbitro             | Alexander Harkam   |
| Árbitros asistentes | Andreas Staudinger |
| Árbitros asistentes | Andreas Witschnigg |
| Cuarto árbitro      | Julian Weinberger  |

| 1          | POR        | Kevin Trapp        |  |
| 3          | DEF        | Presnel Kimpembe   |  |
| 19         | DEF        | Serge Aurier       |  |
| 20         | DEF        | Layvin Kurzawa     |  |
| 32         | DEF        | David Luiz         |  |
| 4          | MED        | Benjamin Stambouli |  |
| 7          | MED        | Lucas Moura        |  |
| 8          | MED        | Thiago Motta       |  |
| 10         | DEL        | Javier Pastore     |  |
| 11         | DEL        | Ángel Di María     |  |
| 21         | DEL        | Hatem Ben Arfa     |  |
| Entrenador | Entrenador | Unai Emery         |  |

| 1          | POR        | Anthony Lopes       |  |
| 2          | DEF        | Mapou Yanga-Mbiwa   |  |
| 3          | DEF        | Nicolas N'Koulou    |  |
| 15         | DEF        | Jérémy Morel        |  |
| 20         | DEF        | Rafael da Silva     |  |
| 8          | MED        | Corentin Tolisso    |  |
| 14         | MED        | Sergi Darder        |  |
| 21         | MED        | Maxime Gonalons     |  |
| 10         | DEL        | Alexandre Lacazette |  |
| 18         | DEL        | Nabil Fekir         |  |
| 27         | DEL        | Maxwel Cornet       |  |
| Entrenador | Entrenador | Bruno Génésio       |  |

| 6  | MED | Marco Verratti | 66' |
| 12 | DEF | Thomas Meunier | 76' |
| 17 | DEF | Maxwell        | 76' |

| 28 | DEF | Mathieu Valbuena  | 46' |
| 13 | DEF | Christophe Jallet | 65' |
| 12 | DEL | Jordan Ferri      | 77' |

| Anotado | 9'  | Javier Pastore | 1–0 |
| Anotado | 19' | Lucas Moura    | 2–0 |
| Anotado | 34' | Hatem Ben Arfa | 3–0 |
| Anotado | 54' | Kevin Kurzawa  | 4–0 |

| Anotado | 87' | Corentin Tolisso | 4–1 |

| Amonestado | 30' | Mapou Yanga-Mbiwa   |  |
| Amonestado | 36' | Alexandre Lacazette |  |

| Árbitro             | Alexander Harkam   |
| Árbitros asistentes | Andreas Staudinger |
| Árbitros asistentes | Andreas Witschnigg |
| Cuarto árbitro      | Julian Weinberger  |

| Bandera de Francia                    |
| Campeón París Saint-Germain 6º título |